# Bąków (Silésie)
Pour les articles homonymes, voir Bąków.
Bąków (prononciation : [ˈbɔŋkuf]) est une localité polonaise de la gmina de Strumień, située dans le powiat de Cieszyn en voïvodie de Silésie.